# Новий світ (гурт)
«Новий Світ» — український синті-поп гурт.

## Історія
Гурт «Новий Світ» був створений в серпні 1994 року у Києві. На початку назва гурту була англійською мовою — «New World». Учасниками гурту стали Олександр Мустафа (вокал, гітара) та Максим Воронов (вокал, клавішні, аранжування), згодом приєднався Ігор Волков (клавішні, аранжування). У 1995 році на фестивалі «Червона Рута» назва гурту змінюється на «Новий світ». Продюсером та звукорежисером тріо став Іван Шевчук (екс-«The Хостільня»), а серед наставників були музиканти гурту «Скрябін», що створили новонародженому проектові репертуар для фестивалю «Червона рута — 95»; в Севастополі «Новий світ» став дипломантом серед виконавців танцювальної музики, взяв участь у фестивалі «Перлини сезону-95». У тому ж таки 1995 році група записує свій неофіційний дебютний альбом «Ілюзії». У 1996 році починається розквіт творчості гурту — «Новий світ» бере участь у фестивалях «Територія-Данс-96» та «Зірки майбутнього-96», а також з допомогою лейбла МО «Гарба» випустив два максі-синґли — «Дивиться на зорі» та «Світ, що живе». У 1997 році «Новий Світ» стає учасником фестивалю «Кримські зорі-97» та виграє номінацію «Параду Хіт-Парадів» — «Відкриття року». Всеукраїнську славу гурт здобуває після зйомок кліпу на пісню «Світ що живе», яка ротувалась у музичному хіт-параді "Територія «А». Після цього було знято другий кліп на пісню «Сльози» (режисер — Віктор Придувалов), який ротувався в хіт-параді «Хіт-фабрика». У 1997 році група записує свій другий альбом «Life sucks». У 1997—1998 роках гурт виступає на фестивалі «Таврійські Ігри», а у 1999 році припиняє свою діяльність.
У 2010 році гурт оголосив про відновлення своєї музичної діяльності у складі Олександра Мустафи (вокал) та Максима Воронова (клавішні).
З 2010 по 2013 рік були записані нові пісні та відбулося багато виступів, серед яких виступи з такими гуртами як-!DISTAIN (Німеччина), SADMAN (Швеція), VACUUM (Швеція), DE/VISION (Німеччина), ТЕХНОЛОГІЯ (Росія) та іншими. Також брали участь у фестивалях «ENERGY OPEN AIR-2012», «SYNTHEMANIA-II» (2011) та «SYNTHEMANIA-III» (2012).
В даний час (до свого 20-річчя) гурт готує запис нового альбому, в який увійдуть як старі відомі хіти, так і зовсім нові пісні. Випуск альбому планується на літо-осінь 2014 року.

## Учасники гурту
- Олександр Мустафа — вокал, гітара
- Максим Воронов — вокал, клавішні, аранжування

## Колишні учасники
- Ігор Волков — клавішні, аранжування, тексти

## Альбоми
- Ілюзії (1995)
- Life Sucks (1997)

## Сингли
- Дивиться на зорі (1996)
- Світ, що живе (1996)
- Детство уходит (2012)

## Кліпи
- Світ, що живе
- Сльози